# اورفا (وایومینگ)
اورفا (به انگلیسی: Orpha) یک منطقهٔ مسکونی در ایالات متحده آمریکا است که در شهرستان کانورس، وایومینگ واقع شده‌است. اورفا ۱٬۴۹۸٫۱۱ متر بالاتر از سطح دریا قرار دارد.